# جامعة الحياة بالقاهرة
جامعة الحياة بالقاهرة هي جامعة مصرية خاصة تأسست عام 2019.

## التاريخ
تأسست كجامعة خاصة مصرية وفقاً للقرار الجمهوري رقم 523 لسنة 2019 في منطقة الجامعات بالتجمع الخامس بمدينة القاهرة الجديدة بمحافظة القاهرة.

## الموقع
يوجد مقر الجامعة بمنطقة تقسيم الجامعات بالقاهرة الجديدة على مساحة 30 فدان بالقرب من الطريق المؤدي إلى العين السخنة لتخدم القاطنين في مدن وأحياء شرق القاهرة كما تخدم عدد من المجتمعات العمرانية الجديدة والعاصمة الإدارية والمنطقة التي تمتد من قناة السويس شرقا إلى الجيزة غربا.

## الكليات التابعة
- كلية الهندسة.
- كلية إدارة الأعمال والمعاملات الدولية.
- كلية العلاج الطبيعي.
- كلية التمريض.
- كلية التكنولوجيا للبناء والتشييد.[4][5]